# گوسان (استان اشوی‌داشکسیه)
گوسان (به لهستانی: Gosań) یک منطقهٔ مسکونی در لهستان است که در گمینا ستانپورکوو واقع شده‌است. گوسان ۶۵۰ نفر جمعیت دارد.